# Élu produit de l'année (chanson)
Pour la marque, voir Élu Produit de l'Année.
Singles de Christophe Willem
Sunny
(2006) Double je
(2007)
Pistes de Inventaire
Quelle chance
(2) Double je
(3)
Élu produit de l'année, paru le 5 mars 2007, est le premier extrait de l'album Inventaire du chanteur français Christophe Willem. Il s'agit de son deuxième single après la reprise Sunny, publiée l'année précédente.

## Autour de la chanson
Cette chanson a été écrite par Matthias Debureaux et Bertrand Burgalat et est du style pop. En France, elle a uniquement connu une distribution en format CD promotionnel et en format digital et ne s'est pas classée au Top 50 français. Elle s'est par contre classé à la 29e place de l'Ultratop 40 en Belgique francophone et s'est maintenu dans le classement pendant sept semaines en mai et juin.
Vu le manque de rotation à la radio, le label Sony BMG choisit rapidement de sortir un deuxième extrait de l'album de Christophe Willem. Double je connaît un succès fulgurant et est le single le plus vendu de l'année en France.
Élu produit de l'année a bénéficié du tournage d'un clip qui montre Christophe Willem chantant la chanson sur scène d'une sorte de cabaret.
Les paroles décrivent une personne qui a acquis une notoriété éphémère en tant que produit innovant dans le domaine commercial ou médiatique. Elle dit que des enseignes célèbres comme Harrods et Walmart ont fait d'elle un « produit vraiment très smart », soulignant son intelligence et son succès. Cependant, avec le temps, la popularité de cette personne s'estompe, et la chanson parle de sa descente de la gloire, mentionnant des références à des supermarchés tels que Monoprix, Cora et Shopi. La dernière partie des paroles évoque l'idée que lors de l'inventaire, cette personne sera reléguée au statut de produit de l'année précédente, symbolisant la fugacité de la célébrité.

## Accueil critique
Sylvain Siclier du journal Le Monde désigne Élu produit de l'année comme étant une une des meilleures chansons de l'album, continuant que le titre « colle idéalement à ce que peut représenter le chanteur ».

## Classement
| Classement (2007)                           | Meilleure position |
| ------------------------------------------- | ------------------ |
| Belgique francophone                        | 29                 |
| France (classement digital)[réf. souhaitée] | 2                  |